# Pierre Trémintin
 (février 2019).
Si vous disposez d'ouvrages ou d'articles de référence ou si vous connaissez des sites web de qualité traitant du thème abordé ici, merci de compléter l'article en donnant les références utiles à sa vérifiabilité et en les liant à la section « Notes et références ».
Pierre Trémintin (Pierre Marie Jacques Nicolas), né le 5 juin 1876 à Plouescat (Finistère) et mort le 22 octobre 1966 à Brest (Finistère), est un homme politique français.
Il est maire de Plouescat de 1912 à 1966 et conseiller général du canton de Plouescat de 1904 à 1940, puis 1954 à 1966. il est également député du Finistère de 1924 à 1940 et conseiller de la République de 1946 à 1948. Il a été fait officier de la Légion d'honneur.

## Biographie
Pierre Trémintin est né 5 juin 1876 à Plouescat dans une famille aisée, il est le petit-neveu du glorieux marin Yves Trémintin (1778-1862) de l'île de Batz. Il suit ses études secondaires au collège de Lesneven, dont il sera plus tard, pendant une quarantaine d'années, président de l'Amicale des Anciens de l'établissement. Il fait ensuite des études de Droit, avant de s'inscrire au barreau de Quimper comme avocat en 1902.
Il est cité comme membre de la Fondation culturelle bretonne en 1957.

## Vie politique
Pierre Trémintin s'engage tôt en politique. Il adhère en 1902 au Sillon de Marc Sangnier, puis au Parti démocrate populaire.
En 1904, il est élu pour la première fois conseiller général du canton de Plouescat. Il devient ainsi le benjamin de l'assemblée départementale.
En 1908, il entre au conseil municipal de Plouescat, commune dont il devient le maire en 1912. Ses principales réalisations pour la commune de Plouescat sont le réseau de distribution d'eau potable pour lutter contre les épidémies de fièvre typhoïde, l'amélioration de la voirie communale, la fondation d'un crédit agricole mutuel, la création d'un bureau de bienfaisance pour les nécessiteux, les dons de terrains pour la création de nouveaux logements à vocation sociale, la création d'un établissement d'enseignement ménager agricole.
Dans la décennie 1920, Pierre Trémintin, maire de Plouescat, dirige la "Fédération des républicains démocrates du Finistère", un parti catholique rallié à la République qui s'intègre en 1926 au Parti démocrate populaire.
Battu aux élections législatives de 1919, il est élu député en 1924 sous l'étiquette de l'Union Républicaine. Après la mise en place du scrutin d'arrondissement, il est largement réélu député de la deuxième circonscription de Morlaix (Finistère) en 1928. Il est de nouveau réélu en 1932 et 1936, par près de 70 % des suffrages.
Député du groupe démocrate, il devient ensuite porte-parole du groupe « Démocratie Populaire » et soutient la politique du président Raymond Poincaré au début de son mandat. À l'origine d'une soixantaine de propositions de lois, il porte notamment à cœur les intérêts du monde rural, les conditions de vie des salariés, la Sécurité sociale, les allocations familiales, l'enseignement du breton dans les écoles, l'instauration de la Société des Nations.

Il réclame avec constance un scrutin de liste régional couplé avec la proportionnelle intégrale.

## Les événements de juillet 1940
Alors que l'Assemblée siège à Vichy, il propose, à l'occasion de la réunion de la Commission du suffrage universel, le 9 juillet 1940, un amendement tendant à compléter le texte de révision des lois constitutionnelles et ainsi formulé:

« La Chambre des députés déclare qu’il y a lieu de réviser les lois constitutionnelles « dans la forme républicaine ». »

Ce que Pierre Trémintin vise, et auquel il tient qu’il soit fait explicitement référence dans le « dispositif » de révision présenté par le gouvernement est l’article 8 de loi constitutionnelle de 1875, complété par la loi constitutionnelle du 14 août 1884 disposant : « La forme républicaine du gouvernement ne peut faire l’objet d’une proposition de révision ».
Pierre Laval, auditionné par la commission, s’oppose à la prise en considération de l’amendement : 

« MM. Trémintin et Lagrosillière estiment qu’il faudrait modifier le texte qui vous est soumis. Quoique je ne sois pas spécialiste des questions de procédure, je crois que ce texte est constitutionnel […] je veux faire remarquer à M. Trémintin et à M. Lagrosillière qu’à un endroit de l’exposé des motifs figure la phrase qu’ils voudraient nous faire insérer […]. C’est à dessein que nous avons dit : « dans l’ordre et dans la légalité républicaine ». Par conséquent, nous avons répondu, par avance même aux observations de MM. Trémintin et Lagrosillière. Je reviens à l’essentiel de votre mission […] »

Selon Pierre Laval, l’amendement Trémintin-Lagrossillière est inutile parce que redondant. L’exposé des motifs qui introduit le projet de résolution du gouvernement, en reprenant la formule « dans l’ordre et la légalité républicaine », ne laisse aucun doute sur les intentions républicaines du législateur. Or, Pierre Laval ne l’ignore pas, un « exposé des motifs » n’a pas force de loi.
Le 10 juillet 1940, il est l'un des quatre-vingt parlementaires à voter contre les pleins pouvoirs au maréchal Pétain. Dès lors, il perd son siège de conseiller général pour 4 ans, tout en retrouvant une audience comme président de l'Association des maires de France à partir de 1947.

## Après-guerre
En 1944 et 1945, il est délégué à l'Assemblée consultative provisoire et en 1946, il est élu conseiller de la République élu par l'Assemblée nationale jusqu'en 1948 et siège sous les couleurs du Mouvement républicain populaire.
En 1948, il est pour la première fois battu aux élections cantonales par le candidat gaulliste du RPF. Il est toutefois réélu à son ancien siège de conseiller général en 1954.
Il exerce ses mandats de maire et de conseiller général de Plouescat jusqu'à sa mort, le 22 octobre 1966.